# Zopf
Zopf [t͡sop͡f] - nazwa nadana niemieckiemu malarstwu, grafice i ornamentyce 2. poł. XVIII w.
Zopf jest zjawiskiem w przedstawieniach malarskich niemieckiego baroku i klasycyzmu, które pojawiło się w nim ok. 1760 r. (i trwało do l. 80.). Nazwa nurtu jest ironicznym określeniem nadanym mu przez krytyków europejskiego malarstwa z XIX w. Odnosi się do niemieckiego słowa warkocz, w tym wypadku oznaczającego harcap u peruki, nieodłącznego elementu ówczesnej mody niemieckiej. Nurt nie obejmuje cech stylistycznych zawartego w nim malarstwa i grafiki, ale raczej ówcześnie panującej krytyki sztuki i jej stosunku do nauki. Określa bowiem naukowe traktowanie malarstwa: suchego, racjonalnego przedstawienia postaci i tła popartego w rozwiniętej pedanterii oraz utrzymania sztywnych reguł kompozycyjnych i przedstawieniowo-tematycznych.